# セトラキサートベンジルエステラーゼ
セトラキサートベンジルエステラーゼ (cetraxate benzylesterase, EC 3.1.1.70) は、次の化学反応を触媒する酵素である。
セトラキサートベンジルエステル + H2O {\displaystyle \rightleftharpoons } セトラキサート + ベンジルアルコール
したがって、この酵素の基質はセトラキサートベンジルエステルと水、生成物はセトラキサートとベンジルアルコールである。
この酵素は加水分解酵素に属し、特にカルボン酸エステルに作用する。系統名はcetraxate-benzyl-ester benzylhydrolaseである。